# Mann József
Mann József (Nyírbakta, 1856 körül – Budapest, 1932. június 20.) zsidó származású magyar építész és építőmester.

## Élete
Mann Móric szappanosmester és Weisz Borbála fiaként született. Felesége Schönfeld Franciska volt (Schönfeld Károly építési vállalkozó lánya), akivel 1881. április 3-án kötött házasságot Budapesten. Évtizedeken keresztül működött különböző építészek terveinek kivitelezőjeként, de néhány saját épülete is áll Budapesten.
Érdekesség, hogy a Salgótarjáni utcai zsidó temető ravatalozójának terméskő- és márvány burkolata, illetve a kupola aranyozott díszítése Lajta Béla építész és a kivitelező Mann József adományaként valósulhatott meg.
1932-ben hunyt el 76 éves korában. A Kozma utcai izraelita temető helyezték nyugalomra. A temetéséről így írt a Pesti Hírlap:
„A temetési szertartást dr. Hevesi Simon főrabbi és Ábrahamsohn Manó főkántor végezték a templomi énekkar segédletével. A főrabbi méltatta a 76 éves korában, munkás élete után elhunyt építőmester pályafutását. Rámutatott arra, hogy Budapest fejlődése elválaszthatatlanul összefonódott Mann József tevékenységével, hiszen városszerte sok száz magán- és középület hirdeti építőmesteri munkásságának eredményeit. Az Építőmesterek Ipartestületének nevében Pucher István kormány főtanácsos, a testület elnöke, búcsúztatta a halottat, aki a testület tiszteletbeli tagja volt. Pintér Oszkár alelnök a Magyar Építőmesterek Egyesülete nevében beszélt, amelynek Mann József tizenöt éven át alelnöke, majd elnöke volt. Farkas Elek igazgató, a Magyar Építőiparosok Országos Szövetsége és a Budapesti Építőmesterek Szövetsége utolsó búcsúját tolmácsolta. A sírnál a Nyomorék Gyermekek Országos Otthona és az elhunyt barátai részéről Morvai Izsó igazgató, a Mann József és Fia cég tisztviselőinek és alkalmazottainak nevében Fuchs Ödön méltatták az elhunyt érdemeit.”

## Ismert épületei
- 1885: Kohn-bérház, Budapest, Rákóczi út 55.[9]
- 1896–1897: Ney-villa, Budapest, Városligeti fasor 3.[10]

### Átalakítások
- 1900: a Rémi-bérház négyemeletessé bővítése, Budapest, Rákóczi út 40. (épült: 1863, tervező: Hild Károly)[11]

### Csak kivitelező
- 1893: Mai Manó Ház (ma: Magyar Fotográfusok Háza), Budapest, Nagymező utca 20. (tervezte: Nay Rezső Rudolf és Strausz Ödön)[12][13]
- 1893: Stern-bérház, Budapest, József körút 36. (tervező: Quittner Zsigmond)
- 1897: Herzel-villa (a későbbi BM Központi Kórház és Intézményei), Budapest, Városliget fasor 9. (tervező: Quittner Zsigmond)[14]
- 1900–1901: Wertheimer és Frankl Áru-és bérház, Budapest, Hold utca 6. (tervezte: Kármán Géza Aladár és Ullmann Gyula)[15]
- 1907: Gresham-palota, Budapest, Széchenyi István tér 5-6. (tervezte: Quittner Zsigmond és a Vágó fivérek)[7]
- 1908: A Salgótarjáni utcai zsidó temető ravatalozója, Budapest, Salgótarjáni utca 6. (tervezte: Lajta Béla)[6] – az épület kupolája elpusztult
- 1909–1910: Székács-villa, Budapest, Városligeti fasor 31. (tervezte: Sebestyén Artúr)[16]
- 1911: Hadik-ház, Budapest, Bartók Béla út 36-38. (tervezte: Schwarcz Jenő)[17][18]
- 1911–1912: Budapest-Erzsébetvárosi Bank, Budapest, Rákóczi út 20. (tervezte: Lajta Béla)[19]
- 1912–1918:[20][21] Az Adriai Biztosító Társulat székháza (később: Budapesti Rendőrkapitányság, ma: Hotel Méridien), Budapest, Deák Ferenc utca 16-18.[7]
- a Budapesti Hírlap székháza[7]
- a Hazai Bank székháza[7]

## Képtár

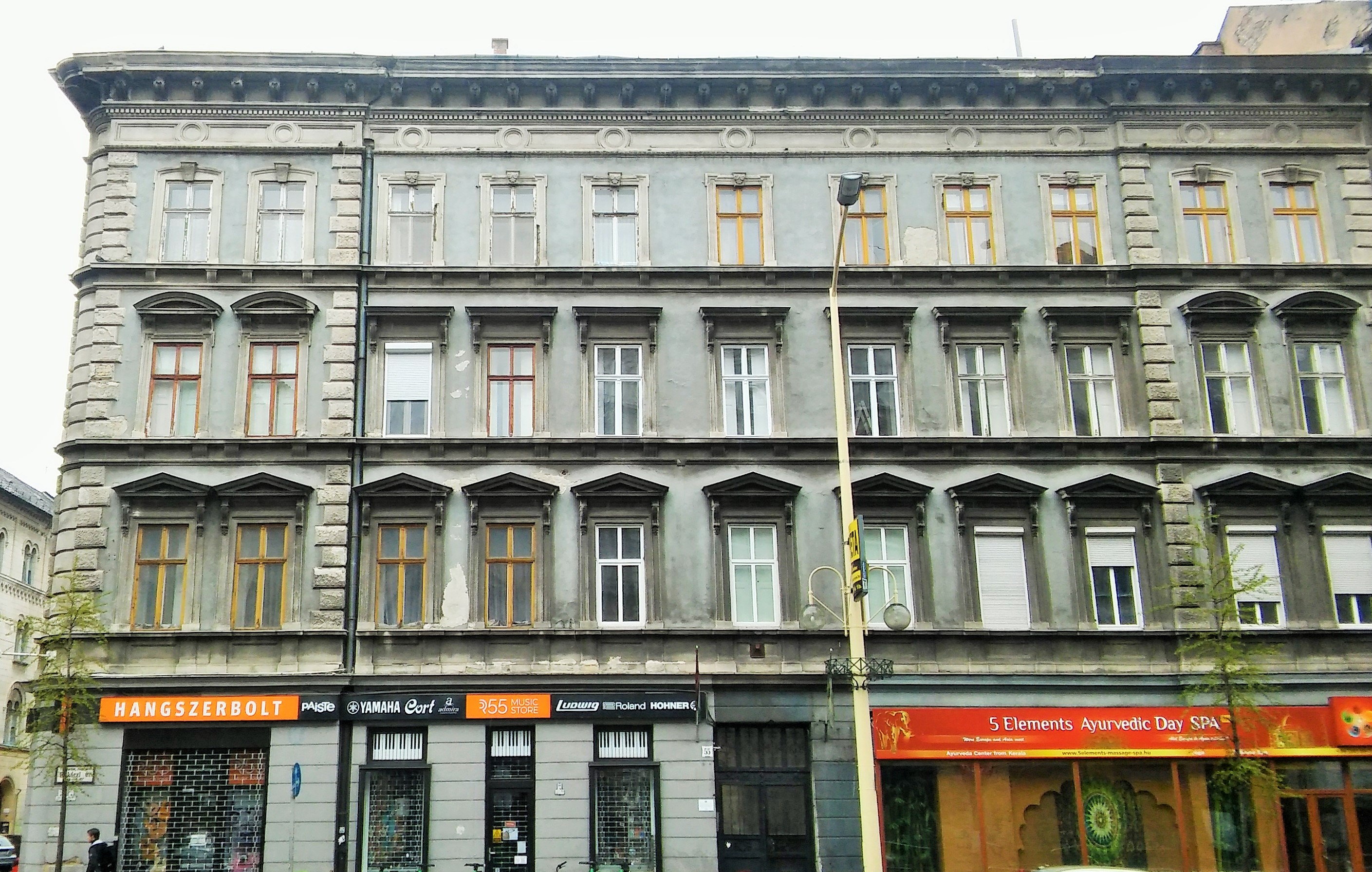
Kohn-bérház
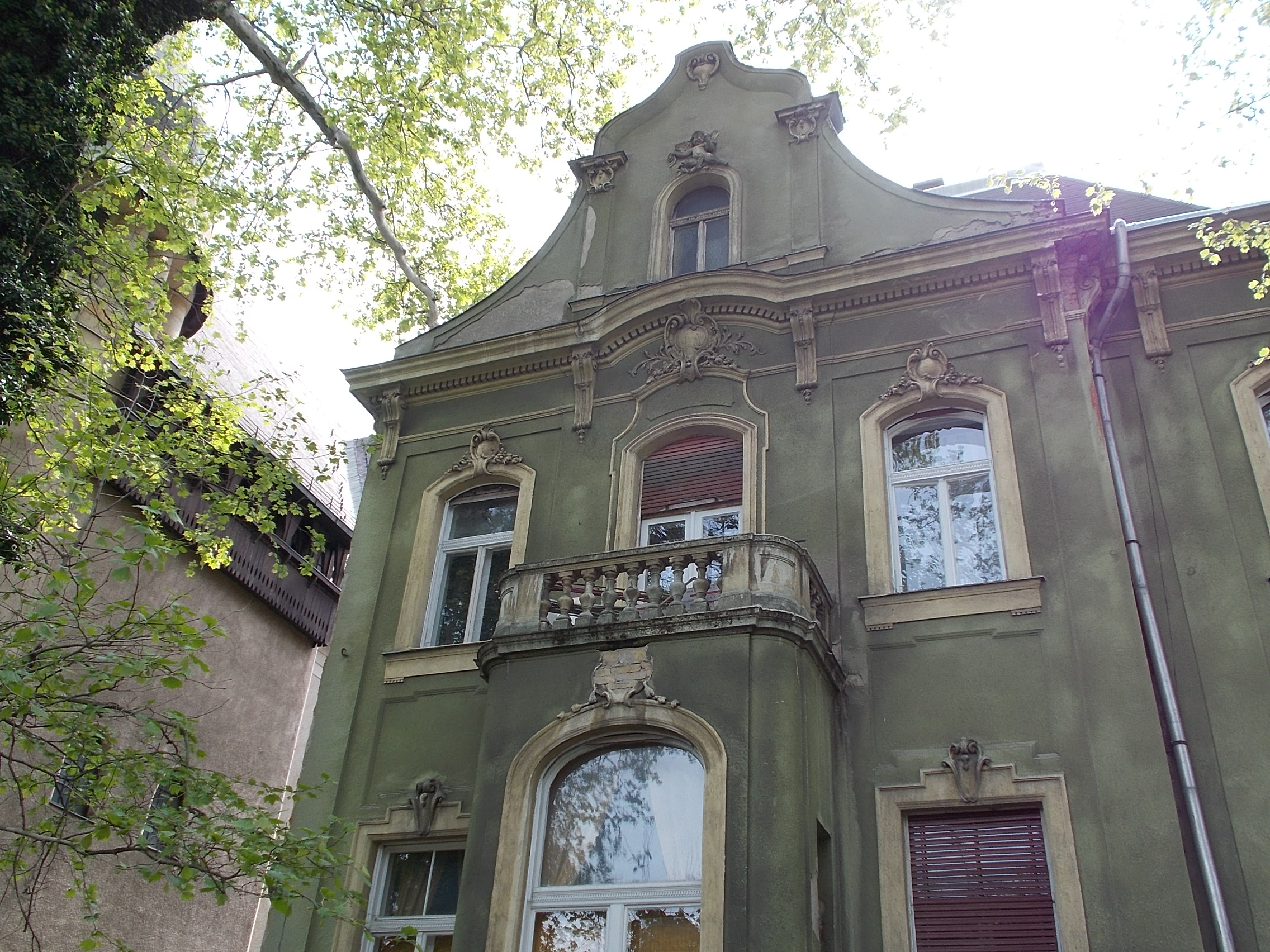
Ney-villa
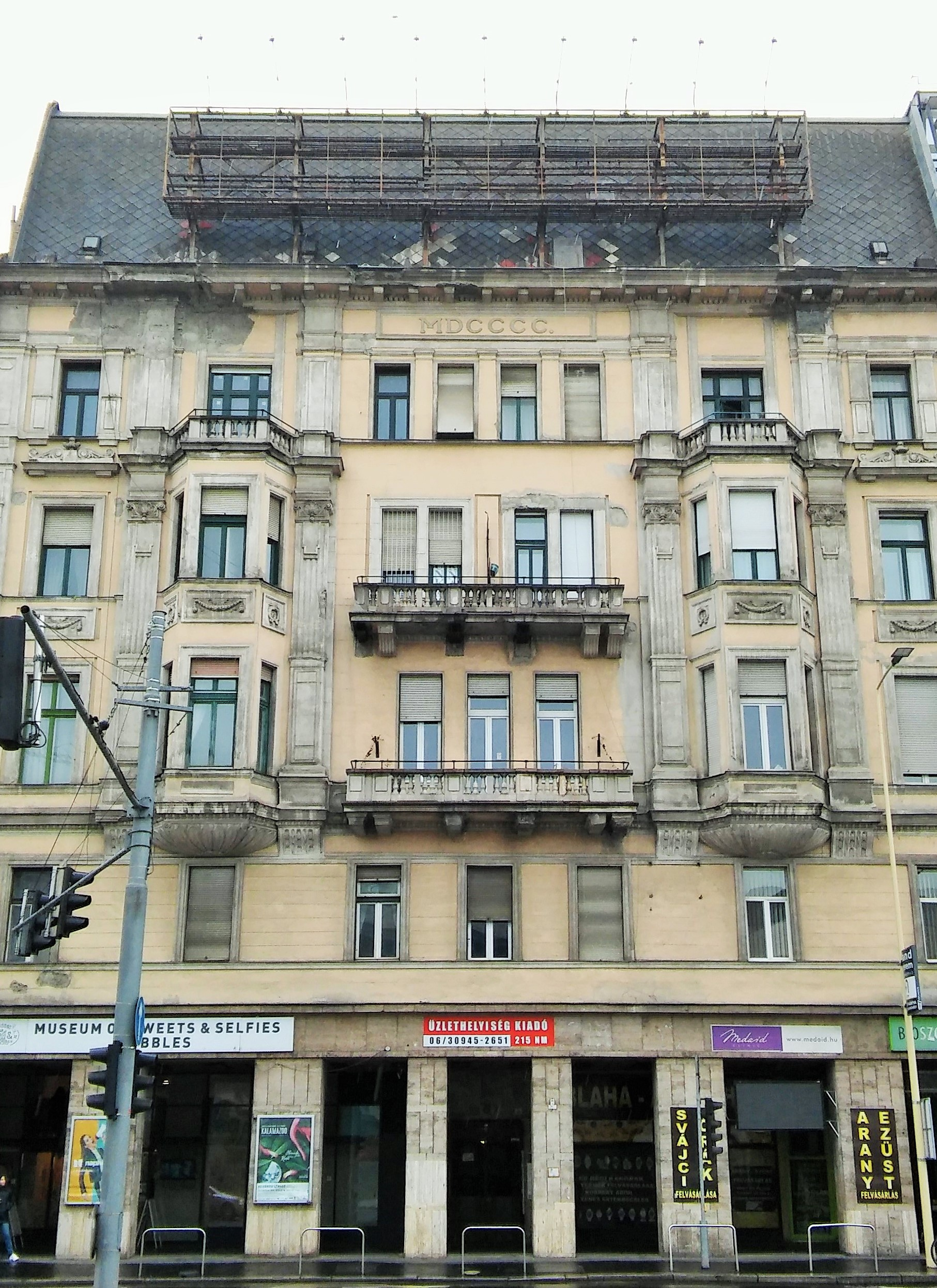
Rémi-bérház
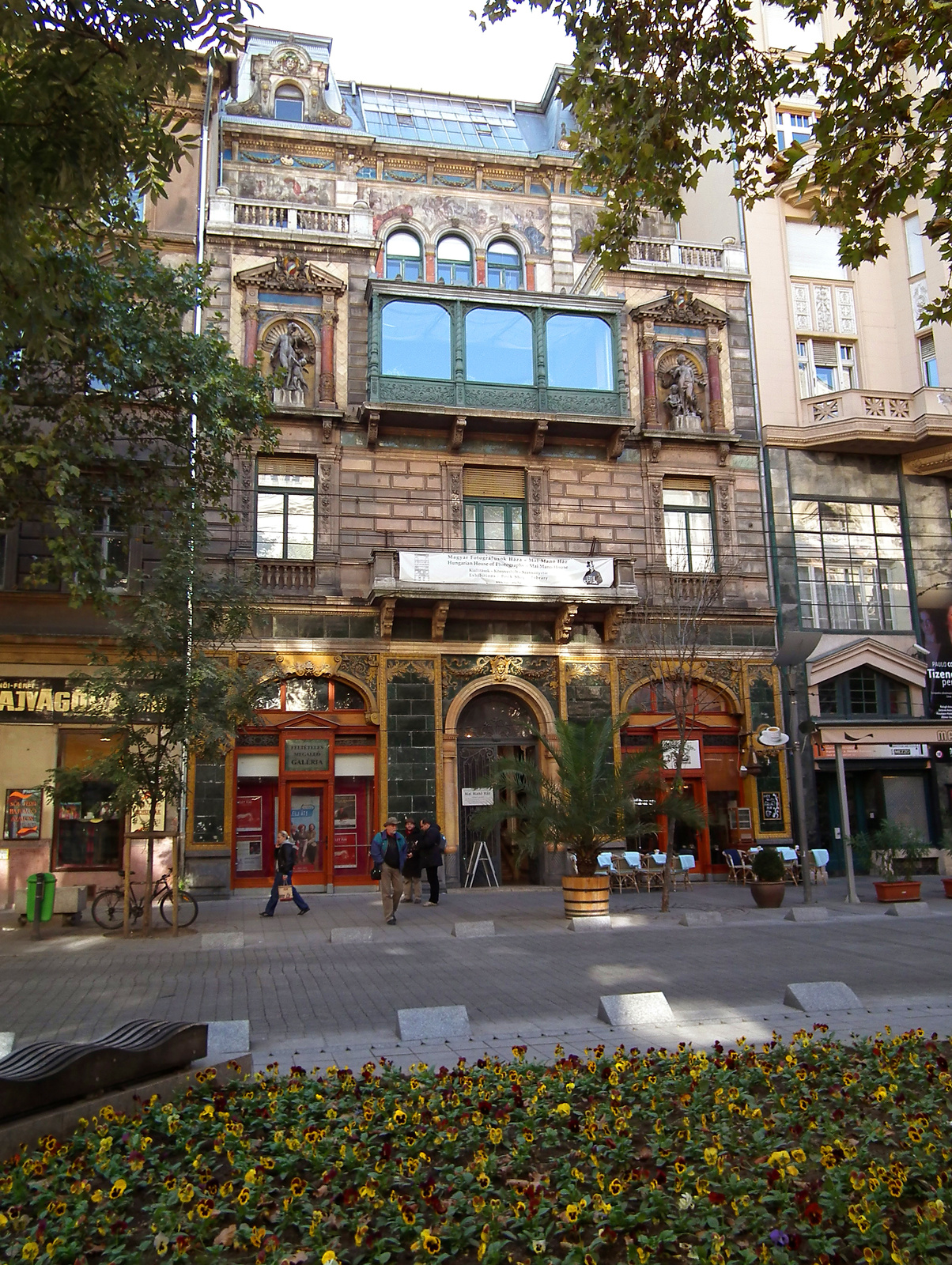
Mai Manó Ház
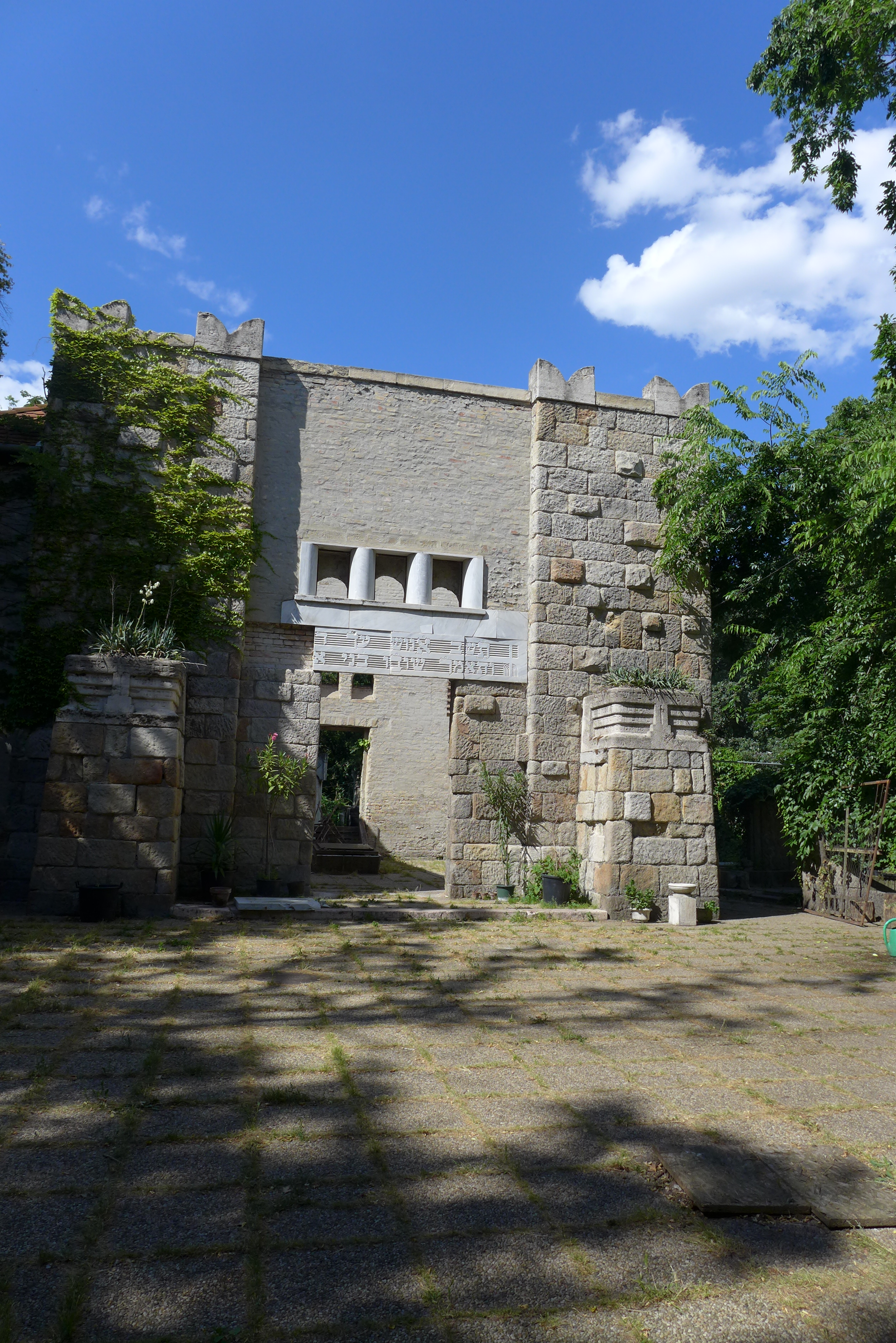
A Salgótarjáni utcai zsidó temető ravatalozója
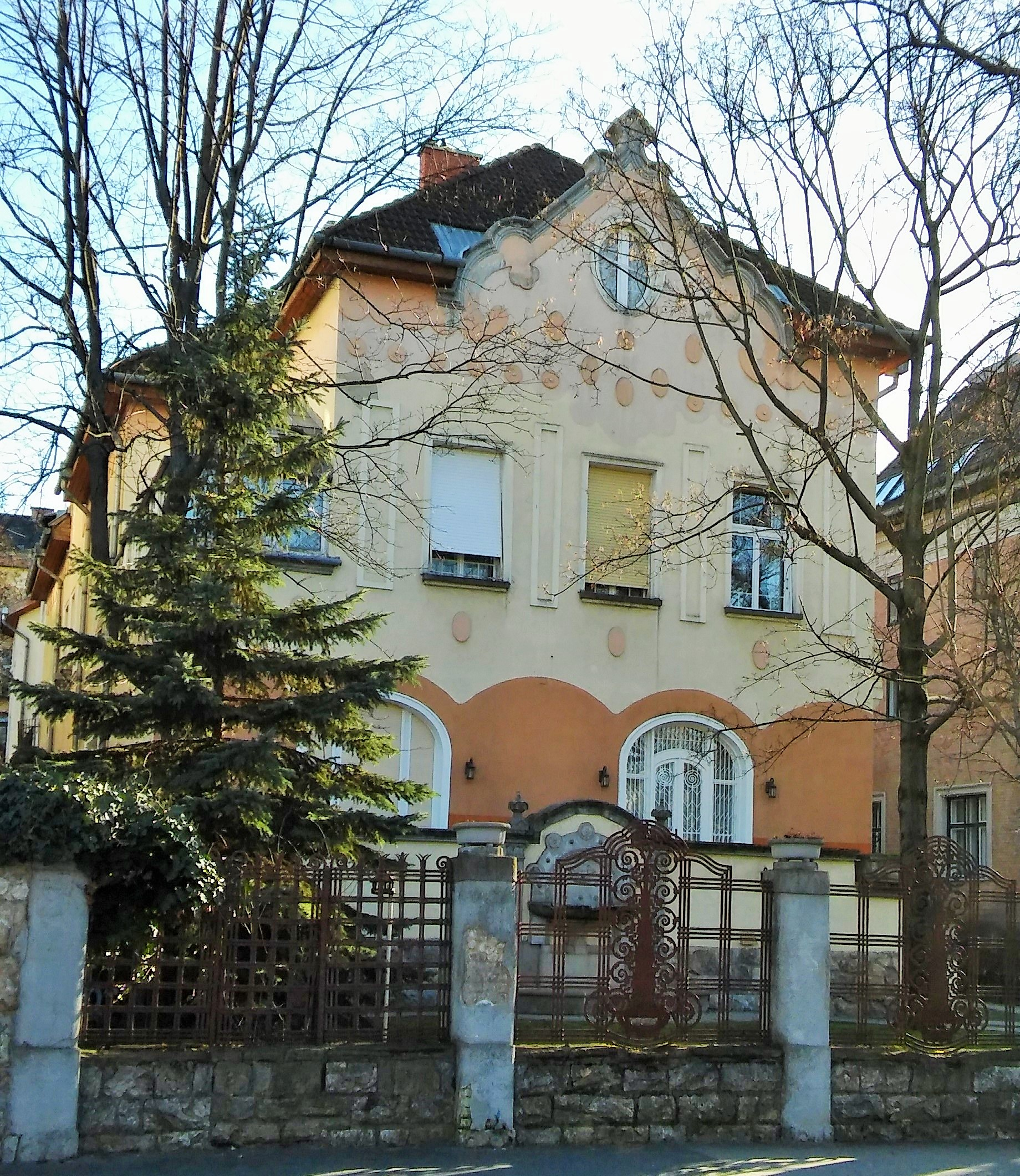
Székács-villa
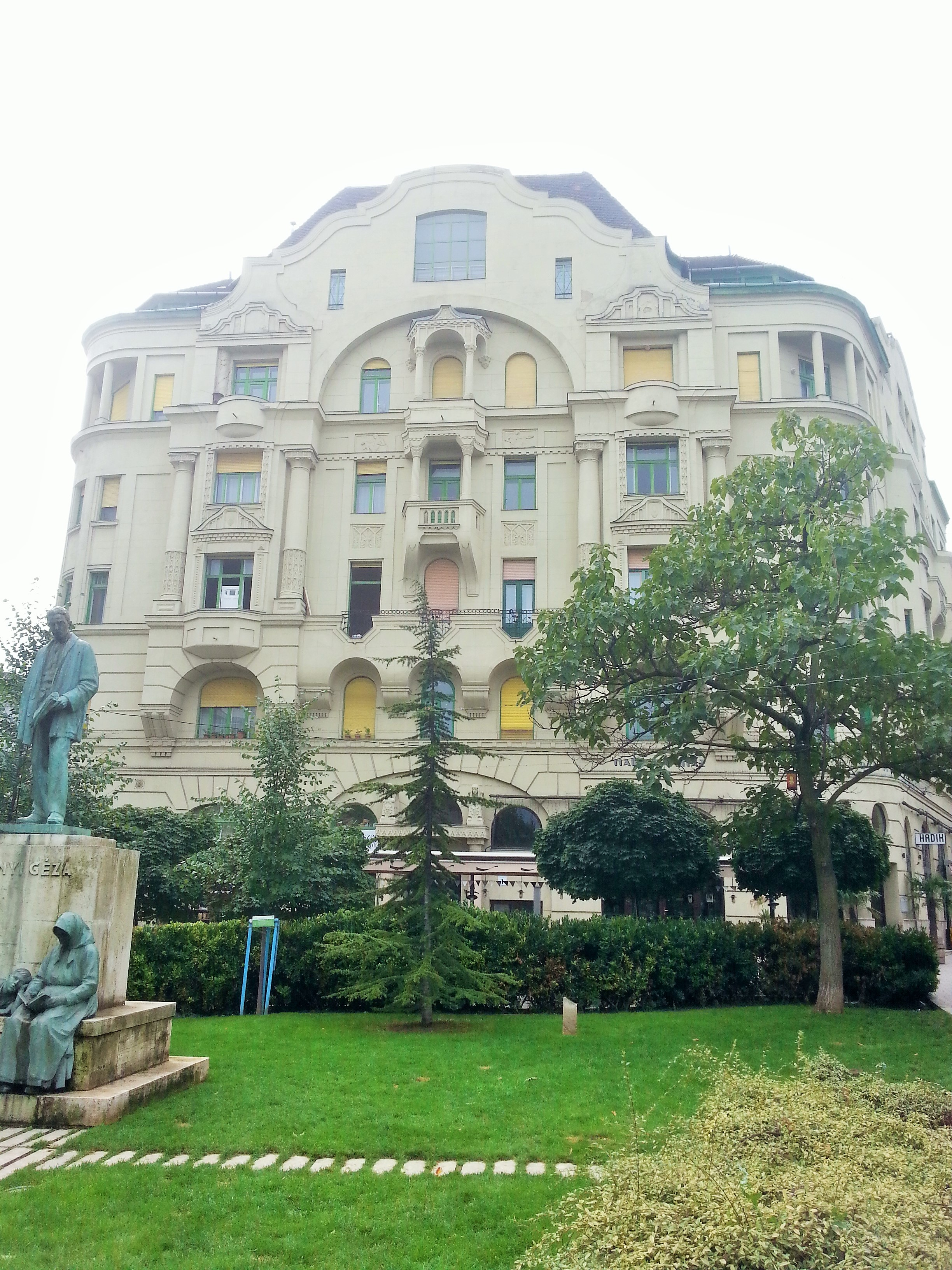
Hadik-ház
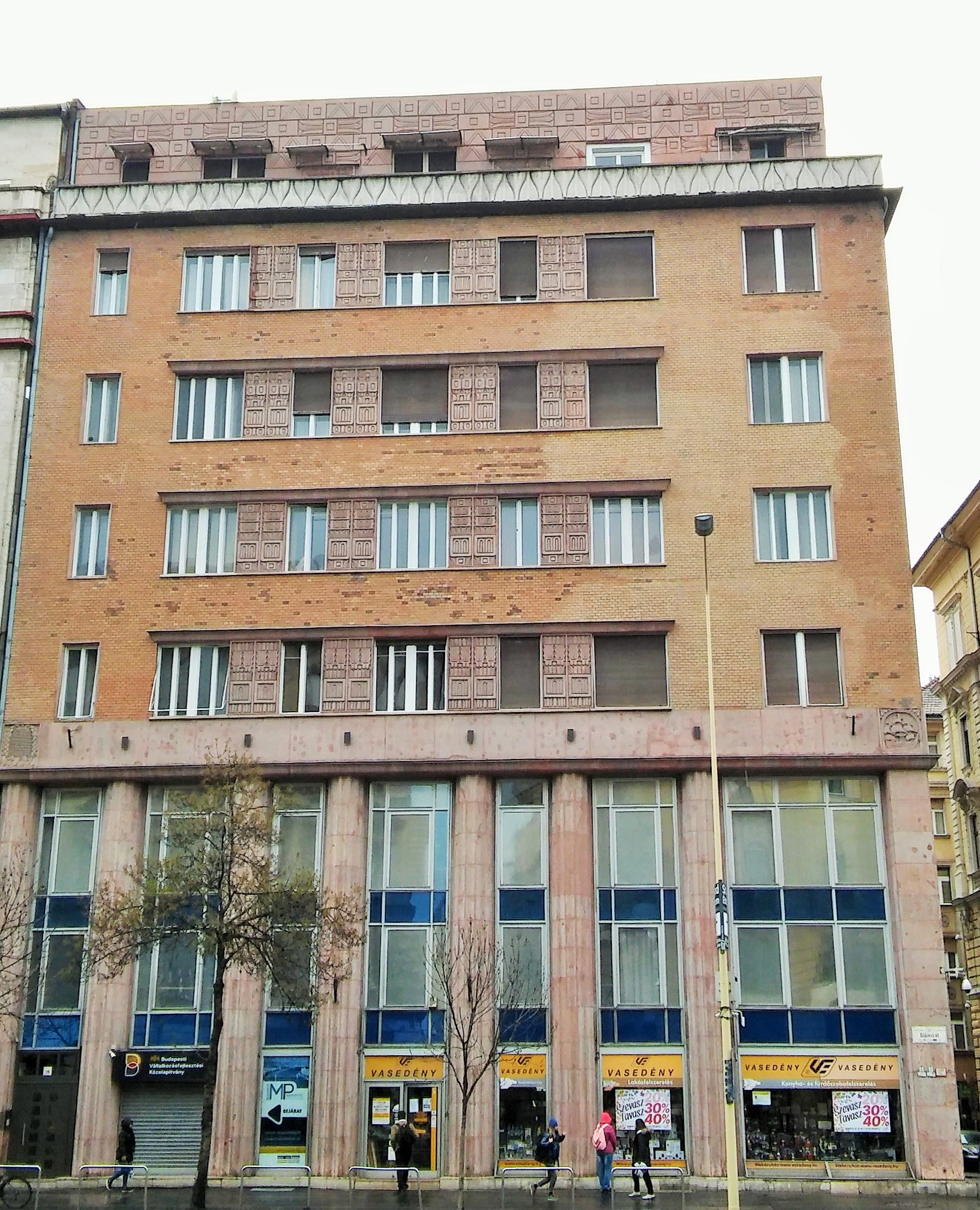
Budapest-Erzsébetvárosi Bank
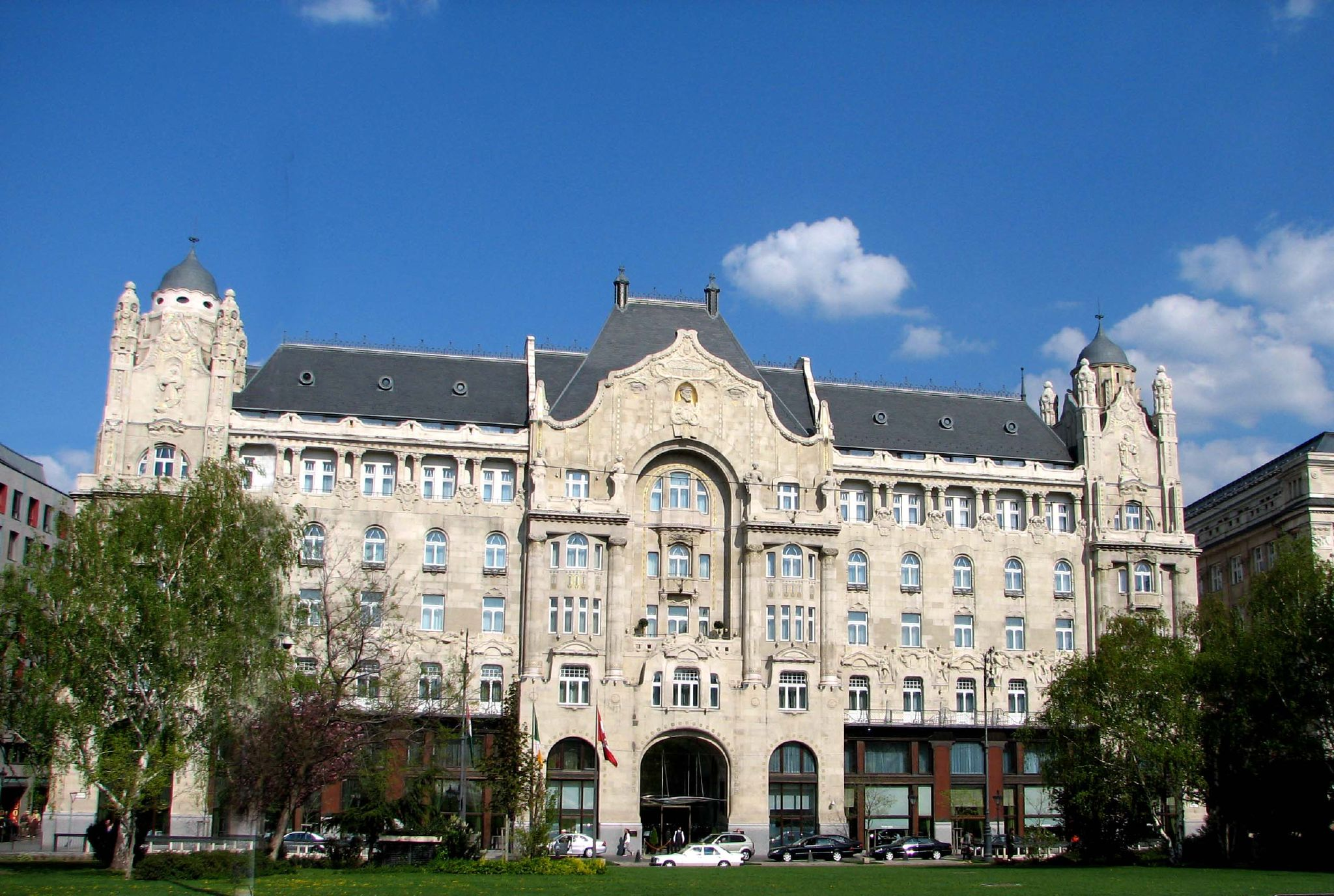
Gresham-palota
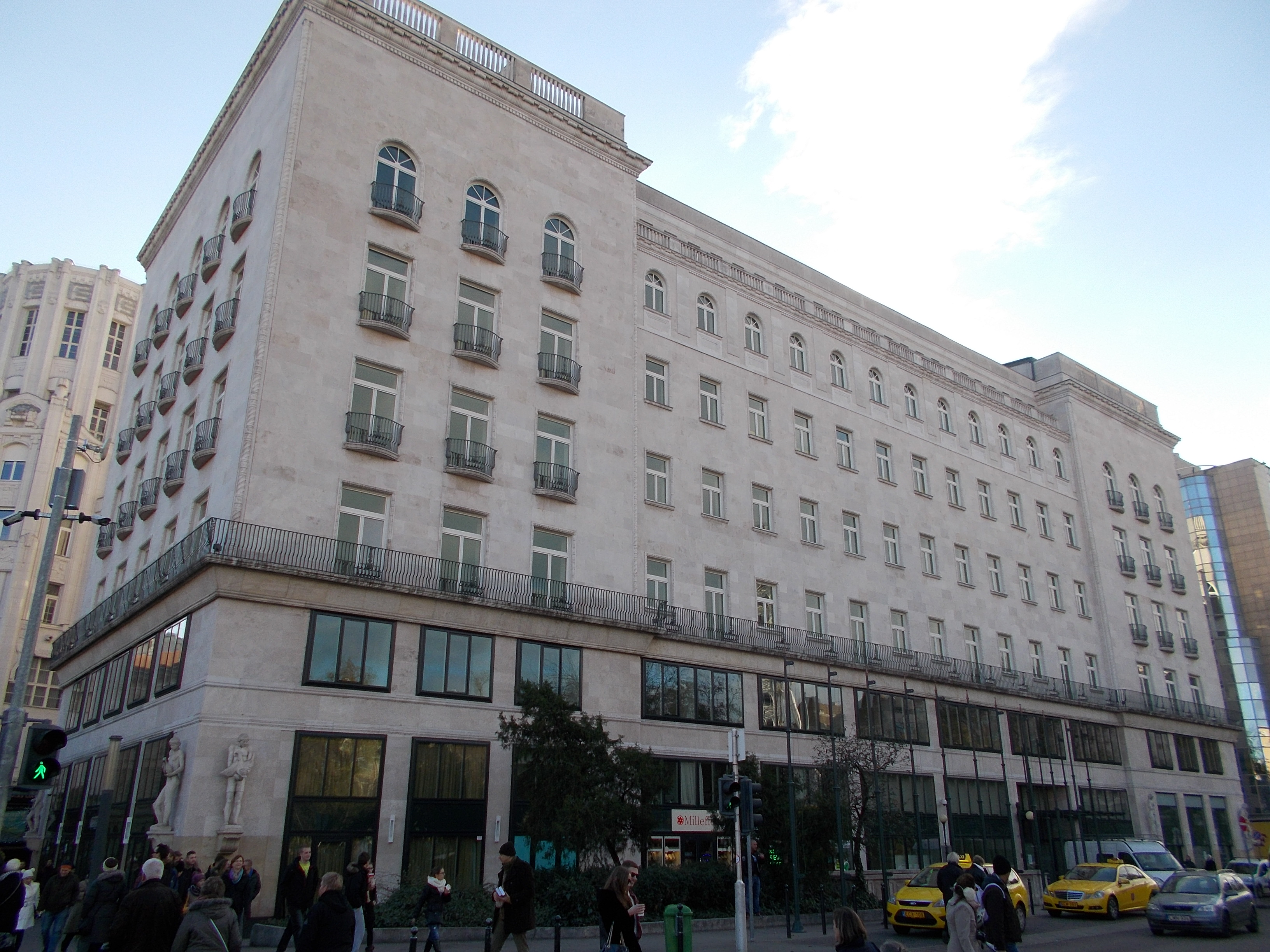
Az Adriai Biztosító Társulat székháza